# Gonatocerus nassaui
Gonatocerus nassaui är en stekelart som beskrevs av Girault 1938. Gonatocerus nassaui ingår i släktet Gonatocerus och familjen dvärgsteklar. Inga underarter finns listade i Catalogue of Life.